# Désenchantée

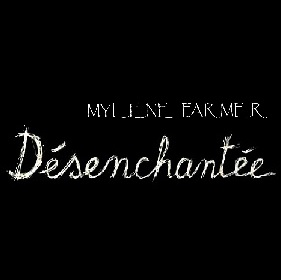
Logo de la canción

«Désenchantée» (en español: «desencantada») es una canción de 1991 de la cantante francesa Mylène Farmer. Fue el primer sencillo de su tercer álbum de estudio titulado L'Autre..., lanzado el 18 de marzo de ese mismo año y que consiguió un gran éxito en Francia, ocupando los primeros puestos de las listas durante más de dos meses. Es considerada como la canción más conocida de Farmer.
Posteriormente, en 2002, Kate Ryan publicó la canción en su álbum Different. El tema llegó al número 1 en Bélgica.
El sencillo habla del mundo y el caos en que nos encontramos; alude a la generación desencantada, que ya no hace nada por salvarse a sí misma.

## Posicionamiento
| Listas (1991)                    | Posición |
| -------------------------------- | -------- |
| Austrian Singles Chart           | 16       |
| Belgian (Wallonia) Singles Chart | 1        |
| Canadian Singles Chart           | 9        |
| Dutch Top 40                     | 18       |
| French SNEP Singles Chart        | 1        |
| German Singles Chart             | 46       |
| Swiss Singles Chart              | 23       |

## Ventas
| País    | Certificación | Fecha | Ventas certificadas | Ventas físicas      |
| ------- | ------------- | ----- | ------------------- | ------------------- |
| Francia | Oro           | 1991  | 500 000             | 800 000 - 1 300 000 |